# 李四维告御状
《李四维告御状》是中國云南剑川白族人民间流传的故事，有本子曲、叙事诗等形式。诗中叙述了兼做木匠的农民李四维，上京为剑川人伸冤，反映州官对百姓的层层盘剥。其告状过程中，受到各级不法官僚的阻挠。他说道：“从前有个杨六郎，他也去告过御状。他只为他自己，我为万民上。”故事反映出主人公热爱百姓、大公无私的品质，但对统治者还抱有幻想。目前搜集的几个版本中，都普遍缺乏结尾。
1. ↑  . 国家民委门户网.   [2017-10-31]. （原始内容存档于2017-11-07）.